# Ptinus venezolanus
Ptinus venezolanus is een keversoort uit de familie klopkevers (Ptinidae). De wetenschappelijke naam van de soort werd in 1984 gepubliceerd door Xavier Bellés.